# Ausschreitungen gegen Flüchtlinge in Clausnitz
Zu Ausschreitungen gegen Flüchtlinge in Clausnitz in Sachsen kam es am 18. Februar 2016, als dort ein Bus mit Flüchtlingen zur Erstbelegung der örtlichen Flüchtlingsunterkunft von etwa hundert Demonstranten blockiert wurde, die „Wir sind das Volk!“ und ausländerfeindliche Parolen skandierten. Videos der lautstarken, sich direkt gegen die teils weinenden Businsassen richtenden Proteste wurden über das Internet verbreitet und sorgten für eine internationale Berichterstattung. Das Vorgehen der Polizei – die einzelne Flüchtlinge mit körperlichem Zwang aus dem Bus holte, den dazu jubelnden und den Bus blockierenden Mob aber nicht wirksam eingrenzen konnte – erfuhr eine kritische mediale und politische Rezeption, wurde aber von den Dienstherren wie dem verantwortlichen Chemnitzer Polizeipräsidenten Uwe Reißmann als angemessen bezeichnet.
Auch die Rolle des Heimleiters als Mitglied der rechtspopulistischen AfD, der sich als solches bereits mehrfach dezidiert gegen die Flüchtlingspolitik in Deutschland starkgemacht und dessen Bruder die Proteste nach eigenen Angaben organisiert hatte, war Gegenstand einer umfangreichen Berichterstattung in den Medien.
Die Vorgänge sind im Rahmen der Flüchtlingskrise Anlass einer breiten politischen und gesellschaftlichen Diskussion über Gewalt gegen Flüchtlinge in Deutschland und insbesondere in Sachsen. Sie führten, zusammen mit zeitnah stattfindenden Brandstiftungen gegen Flüchtlingsunterkünfte in Sachsen, die ebenfalls vom Mob bejubelt wurden, zur Anberaumung einer Bundestagsdebatte.

## Verlauf
Im Vorfeld der geplanten Erstbelegung hatte es auf Einwohnerversammlungen diesbezügliche „Unmutsbekundungen“ gegeben. Über den Einzugszeitpunkt der Flüchtlinge am 18. Februar 2016 wurde die zuständige Polizeidirektion Chemnitz am Vortag vom Landratsamt Mittelsachsen informiert. Die Polizei gab später an, keine Kenntnisse über geplante Protestaktionen zur Behinderung der Flüchtlingsanreise gehabt zu haben. Sie sei daher von einer „störungsfreien Belegung“ ausgegangen.
Am Abend des 18. Februar 2016 erreichte ein Bus mit 15 (laut Polizei 20) iranischen, syrischen und libanesischen Asylsuchenden aus Dresden und Chemnitz die Flüchtlingsunterkunft. Um 19:20 Uhr traf ein Streifenwagen mit zwei Polizeibeamten vor der Unterkunft ein, um das Gelände abzusichern. 30 bis 40 Personen demonstrierten zu diesem Zeitpunkt im Eingangsbereich der Unterkunft. Ein Traktor, ein Pkw und ein Lkw blockierten die Zufahrt. Ab 19:54 Uhr traf Unterstützung der Polizeidirektion Zwickau und der Bundespolizei ein, der Bürgermeister und das Landratsamt Freiberg wurden informiert. Die Polizei erteilte den Demonstranten einen Platzverweis, dem diese jedoch nicht nachkamen. Als die Polizei eine Räumung der Demonstration und die Abschleppung der blockierenden Fahrzeuge androhte, entfernten Protestierende die Autos, und der Bus wurde von der Polizei vor den Eingangsbereich der Unterkunft gelotst. Zeitgleich drangen die Demonstranten Richtung Eingangsbereich vor. Die zu diesem Zeitpunkt 23 anwesenden Polizisten konnten sie nicht davon abhalten. Die mittlerweile etwa hundert Demonstranten standen unmittelbar vor und um den Bus, wo sie den Insassen „Wir sind das Volk“ sowie ausländerfeindliche Parolen entgegen skandierten.
Mit Hilfe eines anwesenden Übersetzers wurde versucht, die Flüchtlinge zum Verlassen des Busses zu bewegen. Als ein Junge den Demonstranten aus dem Bus heraus den Stinkefinger zeigte, wurde er von einem Polizisten unter Beifallsbekundungen der Demonstranten gewaltsam aus dem Bus entfernt und in die Unterkunft überführt. Nach Rücksprache mit dem Landratsamt wurde um 21:20 Uhr die Verbringung der weiteren Asylsuchenden in die Unterkunft forciert, wobei bei einem weiteren Jungen und einer Frau körperlicher Zwang angewendet wurde. Der „einfache unmittelbare Zwang“ gegen die drei Businsassen wurde später damit begründet, dass diese die umstehende Menge provoziert und so die Lage zusätzlich verschärft hätten. Im Laufe der Vorgänge waren bis zu  28 Polizeibeamte, darunter sechs Bundespolizisten, im Einsatz.
Als um 22:00 Uhr weitere zur Unterstützung angeforderten Polizeikräfte aus Zwickau eintrafen, befanden sich bereits alle Asylsuchenden in der Unterkunft und mehrere Demonstranten hatten den Ort des Geschehens bereits verlassen. Um 22:26 Uhr sollen sich keine Demonstranten mehr vor dem Heim aufgehalten haben, woraufhin der Polizeieinsatz um 22:30 Uhr beendet wurde. Eine Asylbewerberin wurde wegen gesundheitlicher Beschwerden medizinisch betreut.
In den sozialen Medien verbreitete sich ein Handyvideo, das aus der Demonstration heraus den blockierten Bus zeigt, in dem durch die Windschutzscheibe verängstigte, weinende Frauen und Kinder zu sehen sind. Über der Busfront steht in großer LED-Schrift der Slogan des Busunternehmers „Reisegenuss“, was in der Presse und sozialen Netzwerken mehrfach als zynisch wirkend kommentiert wurde. Ein weiteres Video belegt, wie die Flüchtlinge teils unter Anwendung von unmittelbarem Zwang aus dem Bus in die Unterkunft gebracht wurden, nachdem diese den Bus, mutmaßlich aus Angst, nicht verlassen wollten.
Der Heimleiter in Clausnitz, der Mitglied der AfD ist und sich bereits für eine restriktivere Asylpolitik eingesetzt hatte, wurde wenige Tage nach dem Vorfall zu seinem Schutz versetzt. Sein Bruder war nach eigenen Angaben an der Organisation der Proteste beteiligt. Die Information über die Ankunft der Flüchtlinge hatte jedoch der Bürgermeister herausgegeben.

## Reaktionen
Über die Ereignisse wurde international berichtet.
Einige deutsche Medien sprachen dabei von der  „Schande von Clausnitz“. Das auf dem Video zu sehende Vorgehen wurde unter anderem von dem sächsischen Innenminister Markus Ulbig (CDU), dem Moderator Jan Böhmermann, dem Musiker Jan Delay und dem FDP-Politiker Christian Lindner öffentlich kritisiert. Am 20. Februar gab die Polizei Sachsen eine Pressekonferenz, auf der der verantwortliche Chemnitzer Polizeipräsident Uwe Reißmann einzelnen Flüchtlingen eine Mitschuld an den Vorfällen gab. Diese hätten die Demonstranten durch beleidigende Gesten provoziert. Die Polizei wolle deswegen Ermittlungsverfahren gegen diese Flüchtlinge in die Wege leiten. Außerdem rechtfertigte er die gewaltsame Entfernung eines vierzehnjährigen Jungen aus Tripoli, der den von Demonstranten umstellten Bus nicht verlassen wollte, aus dem Fahrzeug. Der Vorsitzende der Deutschen Polizeigewerkschaft Rainer Wendt verteidigte das Vorgehen der Einsatzkräfte ebenfalls. Die Bundestagsfraktion von Bündnis 90/Die Grünen kündigte an, den Vorfall in der kommenden Innenausschusssitzung zu thematisieren, und lud Vertreter der Bundespolizei zur Sitzung ein, was von Wendt wiederum als „parlamentarische Klugscheißerei“ bezeichnet wurde. Die Fraktionsvorsitzende der Grünen im Bundestag, Katrin Göring-Eckardt, machte den bayerischen Ministerpräsidenten Horst Seehofer wegen dessen Äußerungen im Rahmen der Flüchtlingskrise mitverantwortlich. Am Abend des 20. Februar 2016 versammelten sich rund hundert Demonstranten in Clausnitz zu einer Demonstration gegen die Vorfälle und einer Solidaritätsbekundung mit den Flüchtlingen. Die Erste Parlamentarische Geschäftsführerin von Bündnis 90/Die Grünen Britta Haßelmann erklärte später, dass ihre Fraktion im Bundestag eine Aktuelle Stunde zu den Ereignissen beantragen werde.
Unter anderem der Bundestagsabgeordnete der Fraktion der Linkspartei Niema Movassat erstattete am 20. Februar Strafanzeige gegen einen Polizeibeamten, der den Jungen aus dem Bus im Würgegriff abgeführt haben soll.
Der sächsische Ministerpräsident Stanislaw Tillich ließ der Tagesschau zunächst am Samstag mitteilen, sich aus Termingründen nicht zu den Vorfällen äußern zu können. Nachdem allerdings am darauffolgenden Sonntag früh in der Nacht eine geplante Asylunterkunft in Bautzen unter Beifall von Schaulustigen durch einen Brand beschädigt worden war, kommentierte er die beiden Vorfälle und sagte bezogen auf den Mob: „Das sind keine Menschen, die so was tun“ und „Das sind Verbrecher. Widerlich und abscheulich ist das“.
Die Pegida-Aktivistin Tatjana Festerling dagegen stellte sich in einer Rede am 22. Februar 2016 „voll und ganz hinter die Clausnitzer“.
Am 24. Februar 2016 fand im Bundestag eine Debatte zu den Vorgängen in Clausnitz und Bautzen statt. Bei der Debatte fehlten Angela Merkel und alle Minister. Dietmar Bartsch, Fraktionschef der Linken, bezeichnete das Fehlen der wichtigsten Regierungspolitiker als „skandalös“. Während dort der parlamentarische Staatssekretär im Bundesinnenministerium Günter Krings (CDU) das Vorgehen der Sicherheitskräfte verteidigte, bezeichnete der Grüne Fraktionsvorsitzende Anton Hofreiter das polizeiliche Vorgehen und insbesondere den Versuch, den Flüchtlingen eine Mitschuld für die Eskalation zu geben, als „institutionellen Rassismus“. In der Debatte wurde die CDU in Sachsen kritisiert, die sich die Fremdenfeindlichkeit nicht erklären konnte.
Nach den Ausschreitungen begrüßten andere Bürger von Clausnitz die Flüchtlinge.
Am 27. Februar 2016 fand eine Sondersitzung des Innenausschusses des Sächsischen Landtages zu den fremdenfeindlichen Ausschreitungen in Clausnitz statt. Die Landtagsfraktion der Partei Die Linke kritisierte die Abwesenheit von Polizeipräsident Uwe Reißmann in der Sitzung. Anschließend gab Sachsens Innenminister Markus Ulbig (CDU) bekannt, dass es entgegen der Erklärung von Reißmann keine Ermittlungen gegen Flüchtlinge geben werde. Hingegen wurden Ermittlungen gegen „vier mutmaßliche Teilnehmer der Blockade“ des Busses mit den Flüchtlingen aufgenommen, so Ulbig weiter; zudem lägen „zwei Anzeigen gegen Polizeibeamte vor, darunter auch eine gegen […] Reißmann“.

## Juristische Aufarbeitung
Die Blockade des Busses durch einige Demonstranten mit ihren Fahrzeugen wurde als Nötigung gerichtlich verfolgt. Gegen drei Demonstranten wurden Strafbefehle mit hohen Geldbeträgen verhängt. Alle Betroffenen legten gegen ihre Strafbefehle Widerspruch ein. Daraufhin wurde für den 21. März 2017 die Hauptverhandlung anberaumt. Eine beschuldigte Person akzeptierte ihren Strafbefehl eine Woche vor der Hauptverhandlung. Die zwei anderen Angeklagten erklärten sich am 21. März bei der Hauptverhandlung bereit, zum Ausgleich für ihr Verbrechen hohe Geldsummen an die Gemeinnützige Diakonie Freiberg zu zahlen. Sie hatten bemerkt, dass es vor Gericht schlecht für sie aussah. Vorher hatte das Amtsgericht die als Strafe verhängte Summe erheblich erhöht. Danach wurde das Verfahren eingestellt.

## Künstlerische Verarbeitung
- Der syrischstämmige Schauspieler und Comedian Firas Alshater hat unter dem Titel „Clausnitz & Refugee kid“ einen Sketch zu den Vorfällen gedreht.[32]
- Der deutsche Satiriker Jan Böhmermann verarbeitete eine nachgespielte Szene der Ausschreitungen gegen den Bus zur Eingangsszene in seinem Musikvideo „BE DEUTSCH! [Achtung! Germans on the rise!]“ vom März 2016[33]

## Nachwirkungen
In den Wochen nach den Ausschreitungen etablierte sich in Clausnitz ein von örtlichen und angereisten Freiwilligen getragenes Helfersystem für die Flüchtlinge, das Sachspenden und praktische Unterstützung organisiert. Die Menge der Sachspenden übertraf den Bedarf, so dass sie für Bedürftige an anderen Orten bereitgestellt wurden. Unterdessen ermittelt eine elfköpfige Sonderkommission der Polizei die Vorkommnisse am 18. Februar.

## Filme
- Der Bus, der Mob und das Dorf – Letzte Ausfahrt Clausnitz, NDR-Dokumentation